# 放課後アトリエといろ
『放課後アトリエといろ』（ほうかごアトリエといろ）は、華々つぼみによる漫画作品。角川書店の 『コンプティーク』2010年12月号より2013年7月号および、『コンプエース』2011年3月号から2013年4月号まで連載されていた。単行本は全4巻。

## 概要
著者が2010年に開催された「高校生マンガ・コミックイラストコンテスト2010」のマンガ部門に作品を応募する際、過去に卒業をテーマにした作品 を元にキャラクターも流用して卒業とは逆の入学をテーマにして作った漫画「入学＝出会い」が本作の元となっている。。そして当グランプリのマンガ部門で優秀賞を獲得した。この作品を見た角川書店の編集者から連絡が来て、その受賞作品をさらに広げたのが当作品とのこと。
なお、同年10月には現在のタイトルに改題し第3回角川漫画新人賞にも応募、佳作およびコンプティーク & コンプエース特別賞をW受賞している。
その後『コンプティーク』誌において2回のゲスト掲載の後本格的に連載された。連載中は、姉妹誌の『コンプエース』誌においても作品が掲載されたほか、「角川HotLine」（のち「角川コミック通信」に改題。書店向けの月刊情報誌で一般には販売していない）においても、自社の作品を紹介する内容の4コママンガを2012年2月号から2013年7月号まで掲載していた（単行本未収録）。しかしその後の単行本の売上が伸び悩み、『コンプエース』の連載が終了した後、『コンプティーク』の掲載ページも3ページに減らされ、編集長の交代に伴う編集方針の変更もあり、第4巻発売直後に連載終了となった。このため、『コンプティーク』の2013年5、6、7月号分は単行本未収録となっている（話自体も秋の体育祭で終わっており、作中の経過時間は1年にも満たなかった）。作者の華々は、「未完のまま終わらせたくはありません」「諦めるつもりはありません」と述べている。最終回の最終ページ欄外には、｢きっとまた会えることを願って…See you again｣と再開の可能性に含みを残した言葉が載せられている。
連載終了後、『娘TYPE』2013年12月号より、読者ページの1コーナーとして、同作品のキャラクターが登場する「放課後娘タイプ」が始まり、4コマも1本掲載することとなった。
ちなみにおもな登場人物9人のうち、4人（高橋寧々、犬飼ふみ、霧島凛、葛城すみれ）が三つ編みをしているのは、著者が三つ編みフェチだから、とのこと。

## あらすじ
何かとドジで天然な高橋寧々は、高校入学を機会にこの性格を直そうとするが空回りしてうまくいかない。そんな彼女が出会ったのはしっかり者の華村香。二人は友達となりそろって美術部に入部した。そこで様々な個性を持つ先輩たちとともににぎやかな美術部ライフを送ることとなった。

## おもな登場人物
高橋 寧々（たかはし ねね）
6月21日生まれ。血液型O型。好きな教科：美術。嫌いな教科：数学。趣味：小物集め
本作の主人公の1年生。入学式当日に学校へスリッパで登校してしまうほどのドジで天然な性格。物を捨てられない性格で、小学生の時の弁当箱を未だに使用していたり、使用後の絵の具も保存している。運動はあまり得意でなく、勉強も成績が悪いわけではないが、中二のときから高校受験のための勉強をしていたなど、やり方に若干問題がある様子。
華村 香（はなむら かおり）
10月25日生まれ。血液型A型。好きな教科：全教科。嫌いな教科：特になし。趣味：写真
もう1人の主人公の1年生。寧々とは違いしっかり者。入学式当日に寧々を見かけて放っておけなくなり声をかけたのがきっかけで2人は友達となった。中学の時は写真部に入っていた。普段はコンタクトをしているが勉強する時などたまにメガネをかける事もある。
小早川 成（こばやかわ なる）
美術部部長の3年生。背が小さく、（主に凛より）「ちびっこ」と言われたり、子ども扱いされることを非常に嫌うが、ちょこまか動いていたり、何かあると後輩のふみにお菓子をねだるなど実際はかなり子どもっぽい所がある。常にオーダーメイドのヘッドホンを身に着けている。美術部で唯一パソコンを使って絵（CG）を描いている。非常に背の高いハーフの父を持つため、本人はクォーターとなる。
藤乃 彩子（ふじの あやこ）
美術部副部長の3年生。普段は物静かだが怒ると怖い。また、絵を描く時はは非常に集中しているせいか、絵の具で制服が汚れていしまうこともよくあり、机もごちゃついている。自宅の部屋も汚いが、一方で廊下や教室、部室内が汚れているのは気に入らない模様。
犬飼 ふみ（いぬかい ふみ）
2年生。若干スキンシップが激しいところがある。動物好きだがセンスや描く絵は独特な所がある。自宅はペットショップを経営していて、部室に動物を持ち込むことがある。巨乳持ち。
霧島 凛（きりしま りん）
8月24日生まれ。血液型AB型。好きな教科：数学。嫌いな教科：国語。趣味：ものづくり
2年生。人見知りなところがあり、寧々たちと初めてあった時は成の後ろに隠れていた。成によくちょっかいを出しては怒らしている。ふみから貰った帽子をいつもかぶっており、何かかぶっていないと落ち着かない。絵が非常に上手。左利き。
葛城 すみれ（かつらぎ すみれ）
5月9日生まれ。血液型B型。好きな教科：歴史・公民。嫌いな教科：科学。趣味：カメラ
1年生。香とは中学の時の同級生で部活も同じ写真部だった。香とはその時から仲がよかったが、高校に入ってから寧々と親しくなるのを見て寧々に嫉妬してしまう。そのせいか、寧々に厳しくあたることが多々ある。
及川 静（おいかわ しずか）
もうひとつの美術部（実はこちらが正式な美術部）の部長。成と同じぐらい背が小さい。ある理由で成を嫌っている。彩子に対して憧れを持っている。
森 響子（もり きょうこ）
美術部顧問。お酒が入ると泣き上戸になる。

### 美術部について
寧々たちが入部している美術部は正確には「総合芸術研究同好会」（通称：裏ビ）であり正式な部として認められていない。部室も防災備蓄倉庫を間借りして使っている。
この「裏ビ」は、正式な美術部に入っていた成が、部のしきたり（パソコンで絵が描けない、上下関係、その他もろもろ）に反発した退部した後作った会である。その際、当時美術部のエースだった綾子を引き抜いたことで、静から嫌われることとなった。

## 書誌情報
- 華々つぼみ 『放課後アトリエといろ』 角川コミックス （角川書店）、全4巻
  1. 2011年12月26日第1刷発行、ISBN 978-4-04-120042-1
  2. 2012年3月26日第1刷発行、ISBN 978-4-04-120200-5
  3. 2012年7月26日第1刷発行、ISBN 978-4-04-120315-6
  4. 2013年5月25日第1刷発行、ISBN 978-4-04-120726-0